# Calicalicus
Calicalicus là một chi chim trong họ Vangidae.

## Các loài
- Calicalicus madagascariensis
- Calicalicus rufocarpalis